# طراز (كازاخستان)
طراز (Тараз) هي مدينة في مقاطعة أوبليس جامبيل في جنوب كازاخستان.
يبلغ عدد سكانها حوالي 398,233 نسمة.وتسمي أيضاً طلاس وهو المكان الذي وقع فيه معركة نهر طلاس بين العباسيين والصينيين.

## المناخ
يظهر الجدول التالي التغييرات المناخية على مدار السنة لطراز:
| البيانات المناخية لـطراز          | البيانات المناخية لـطراز | البيانات المناخية لـطراز | البيانات المناخية لـطراز | البيانات المناخية لـطراز | البيانات المناخية لـطراز | البيانات المناخية لـطراز | البيانات المناخية لـطراز | البيانات المناخية لـطراز | البيانات المناخية لـطراز | البيانات المناخية لـطراز | البيانات المناخية لـطراز | البيانات المناخية لـطراز | البيانات المناخية لـطراز |
| الشهر                             | يناير                    | فبراير                   | مارس                     | أبريل                    | مايو                     | يونيو                    | يوليو                    | أغسطس                    | سبتمبر                   | أكتوبر                   | نوفمبر                   | ديسمبر                   | المعدل السنوي            |
| --------------------------------- | ------------------------ | ------------------------ | ------------------------ | ------------------------ | ------------------------ | ------------------------ | ------------------------ | ------------------------ | ------------------------ | ------------------------ | ------------------------ | ------------------------ | ------------------------ |
| متوسط درجة الحرارة الكبرى °م (°ف) | 0 (32)                   | 2 (36)                   | 11 (52)                  | 20 (68)                  | 28 (82)                  | 32 (90)                  | 35 (95)                  | 32 (90)                  | 27 (81)                  | 19 (66)                  | 9 (48)                   | 1 (34)                   | 18 (65)                  |
| متوسط درجة الحرارة الصغرى °م (°ف) | −10 (14)                 | −7 (19)                  | −1 (30)                  | 6 (43)                   | 11 (52)                  | 16 (61)                  | 18 (64)                  | 16 (61)                  | 10 (50)                  | 2 (36)                   | −4 (25)                  | −8 (18)                  | 4 (39)                   |
| الهطول مم (إنش)                   | 25 (1.0)                 | 27 (1.1)                 | 30 (1.2)                 | 35 (1.4)                 | 25 (1.0)                 | 10 (0.4)                 | 5 (0.2)                  | 5 (0.2)                  | 5 (0.2)                  | 15 (0.6)                 | 25 (1.0)                 | 35 (1.4)                 | 242 (9.7)                |
| المصدر: Svali.ru                  |                          |                          |                          |                          |                          |                          |                          |                          |                          |                          |                          |                          |                          |

## توأمة
لطراز (كازاخستان) اتفاقيات توأمة مع:
- فريسنو

## أعلام
- يفغيني زايتسيف
- ألكسندر كوتشما
- بولات زوماديلوف
- باويرزهان إسلام خان
- ييلدوس اخميتوف